# Pommers voetbalkampioenschap 1905/06
In 1905/06 werd het eerste Pommers voetbalkampioenschap gespeeld, dat georganiseerd werd door de Pommerse voetbalbond. Het was de opvolger van de Stettinse competitie. Stettiner FC Titania werd kampioen. De club nam nog niet deel aan verdere regionale eindrondes. 

## Eindstand
De eindstand is niet meer bekend, hieronder is de enige bekend stand, aangezien Titania en Preußen de finale speelden mag aangenomen worden dat zij op gelijke hoogte eindigden. 
| Plaats | Club                          | Wed. | W | G | V | Saldo | Ptn |
| ------ | ----------------------------- | ---- | - | - | - | ----- | --- |
| 1.     | Stettiner SVgg 1905           | 5    | 5 | 0 | 0 | 41:5  | 10  |
| 2.     | Stettiner FC Titania 1902     | 4    | 4 | 0 | 0 | 71:0  | 8   |
| 3.     | FC Preußen-Wacker Stettin (1) | 5    | 3 | 0 | 2 | 39:10 | 6   |
| 4.     | Stettiner FC Adler 1903       | 4    | 2 | 0 | 2 | 19:11 | 4   |
| 5.     | Stettiner FC Saxonia          | 5    | 2 | 0 | 3 | 5:39  | 4   |
| 6.     | Stettiner FC Union            | 4    | 1 | 0 | 3 | 4:15  | 2   |
| 7.     | Stettiner FC Viktoria         | 3    | 0 | 0 | 3 | 0:25  | 0   |
| 8.     | FC Stern 1900 Stettin         | 4    | 0 | 0 | 4 | 0:74  | 0   |

 (1): Speelverbond enkel voor dit seizoen tussen FC Preußen 1901 Stettin en Stettiner SVgg Wacker
|  | Play-off                                |
|  | Terugtrekking voor het volgende seizoen |

### Play-off
| Team 1          | Uitslag  | Team 2          |
| --------------- | -------- | --------------- |
| Titania Stettin | 1:1, 5:1 | Preußen Stettin |